# Mabea subsessilis
Palo de batidor, Mabea subsessilis,  es un arbusto de la familia de las euforbiáceas

## Descripción
Arbusto de 2-4 m; indumento de pelos dendroides; látex abundante; estípulas de 0,7-1 cm de lomgitud, margen dentado hacia la base, con una glándula basal globosa: Pecíolos de 0,4-0,8 cm de longitud; lámina oblonga, a veces ovada de 6,5-13,5 x 2,1-3 (-5) cm; base generalmente redondeada, a veces obtusa; haz y envés algunas veces con pelos simples sobre la vena media; venas secundarias 14-16 pares, venación terciaria ramificada. Inflorescencia en racimos o panículas terminales o axilares de 5-8,5 cm, raquis con pelos simples o dendroides; flores con brácteas biglandulares, las masculinas con un pedúnculo muy corto: Flor masculina con un pedicelo de 4-5 mm de longitud.; cáliz con (3-) 5 lóbulos; estambres 8-12, sésiles. Flor femenina con cáliz de 5 vlóbulos; estigmas bífidos. ruto de 1.4-1,8 cm de longitud, liso a muriculado, con pelos dendroides. Semilla globosa de 7x6x6 mm, marrón.

## Distribución y hábitat
Es una especie de distribución amazónica. Forma parte de la vegetación secundaria de chagras, en el plano sedimentario terciario.

## Taxonomía
Mabea subsessilis fue descrito por Pax & K.Hoffm. y publicado en Das Pflanzenreich IV. 147 V(Heft 52): 282. 1912.
Sinonimia
- Mabea argutissima Croizat Bull.Torrey Bot. Club. 67:288 (1940).[1]